# Esclavage au Brésil

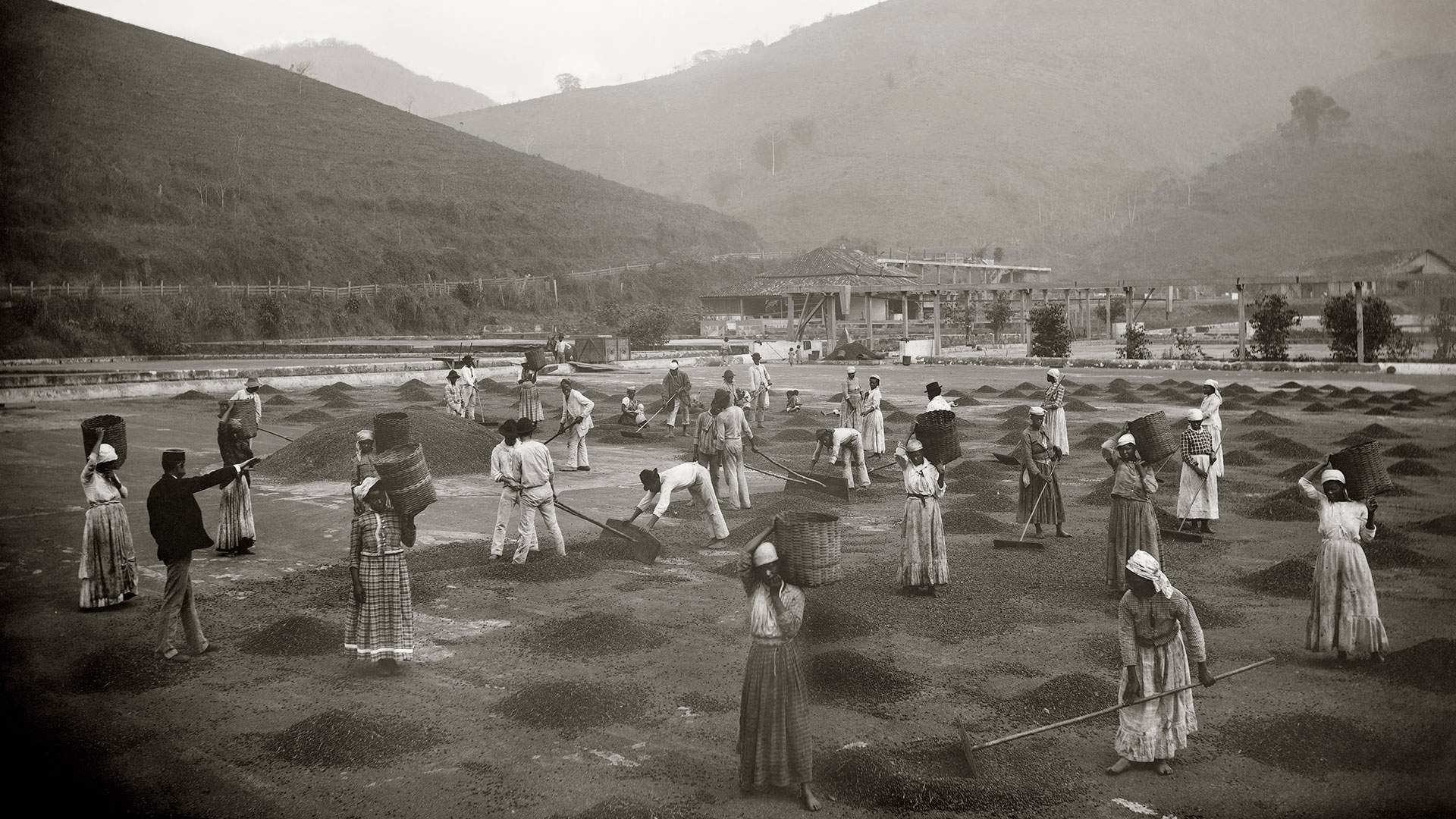
Esclaves dans une plantation de café, vers 1882, quelques années avant son abolition en 1888.

L'esclavage au Brésil est l'asservissement de populations humaines, dans la région qui correspond à l'actuel Brésil. Il désigne autant les situations précolombiennes, le système mis en place pendant la période coloniale et les premières décennies de l'indépendance, et enfin l'esclavage contemporain.
L'abolition de l'esclavage au Brésil est quant à lui un processus qui remonte à la première tentative concernant l'esclavage des Amérindiens (controverse de Valladolid), ainsi qu'aux mouvements abolitionnistes au cours de la période coloniale, particulièrement la conjuration bahianaise de 1798, qui avait parmi ses projets l'éradication de l'esclavage. Après l'Indépendance du Brésil, les discussions sur ce sujet se sont prolongées pendant toute la période impériale, devenant vraiment importantes à partir de 1850 et acquérant un caractère vraiment populaire à partir de 1870. Elles aboutissent à la signature de la Loi d'or du 13 mai 1888, qui a mis fin à l'esclavage au Brésil, faisant du pays l'un des derniers au monde à abolir l'esclavage, tout en étant la région qui a le plus importé de captifs africains entre le XVIe et le XIXe siècle (plus de cinq millions).

## Histoire

### L'esclavage portugais
La guerre juste que mène la couronne portugaise dans la péninsule ibérique permet de justifier l'intégration des populations serviles sur les territoires nouvellement conquis. Depuis le XIIIe siècle, le principal motif de la Reconquista est l'intégration aux marchés économiques méditerranéens et l'accès aux réseaux esclavagistes subsahariens. En 1419, Henri le Navigateur occupe l'île de Madère, inhabitée. Il accorde des chartes à des colons flamands, qui peuplent également l'archipel des Açores conquis en 1427. En plus de vouloir contourner les Berbères pour accéder directement aux marchés orientaux, Henri du Portugal ambitionne également de produire ce qui s'achète si cher aux orientaux : le sucre.
Alors qu'en 1453, la bulle pontificale Sicut dudum condamne l'esclavage sur les Îles Canaries, 235 esclaves achetés au Sénégal et en Mauritanie débarquent en 1444 dans un port du sud du Portugal, à Lagos. Il faut attendre 1466 pour que les premiers esclaves achetés par des Portugais soient employés comme main-d'œuvre dans une plantation de canne à sucre à Madère. Ce modèle préfigure celui de la plantation atlantique, qui sera jusqu'au début du XIXe siècle le principal lieu d'asservissement au Brésil.
C'est à São Tomé que les Portugais lancent une production de sucre à grande échelle, qui s'appuie sur les indigènes asservis du Gabon et de l'Angola. Le système de plantation atlantique est en place, affranchi des distances, grâce aux caravelles et réseaux marchands, du temps, grâce au caractère inépuisable de la main-d'œuvre servile, et des structures de pouvoir, grâce à l'esclavage qui résout la plupart des conflits sociaux qui pourraient éclater entre exploitants et exploités.

### L'esclavage avant la colonisation
Les Tupinamba pratiquent alors une forme classique d'esclavage, sur des membres de tribus ennemies capturés, sans valeur économique, avec valeur symbolique de trophée, avec intégration relative en travail forcé (plusieurs mois ou années), puis dévoration en rituels anthropophagiques. Aucune libération n'est envisageable, et encore moins une réintégration dans la tribu d'origine. Les témoignages occidentaux du XVIe siècle sont concordants[réf. nécessaire].

### L'esclavage colonial

#### L'esclavage des Amérindiens
Quand les Portugais commencèrent à coloniser le Brésil, ils eurent d'abord recours à la main-d'œuvre indigène pour s'occuper des travaux manuels. La très grande chute démographique des populations locales, due notamment aux épidémies apportées par les Européens, ainsi qu'un mouvant d'émancipation religieux (Missionnaires jésuites, controverse de Valladolid, bulle Sublimus Dei), forcèrent les colons portugais à aller puiser la main d'œuvre nécessaire en Afrique, dans leurs colonies ou par le commerce avec des chefs locaux. Les premiers esclaves africains sont déportés au Brésil en 1532.

#### L'esclavage des Africains

##### Traite négrière

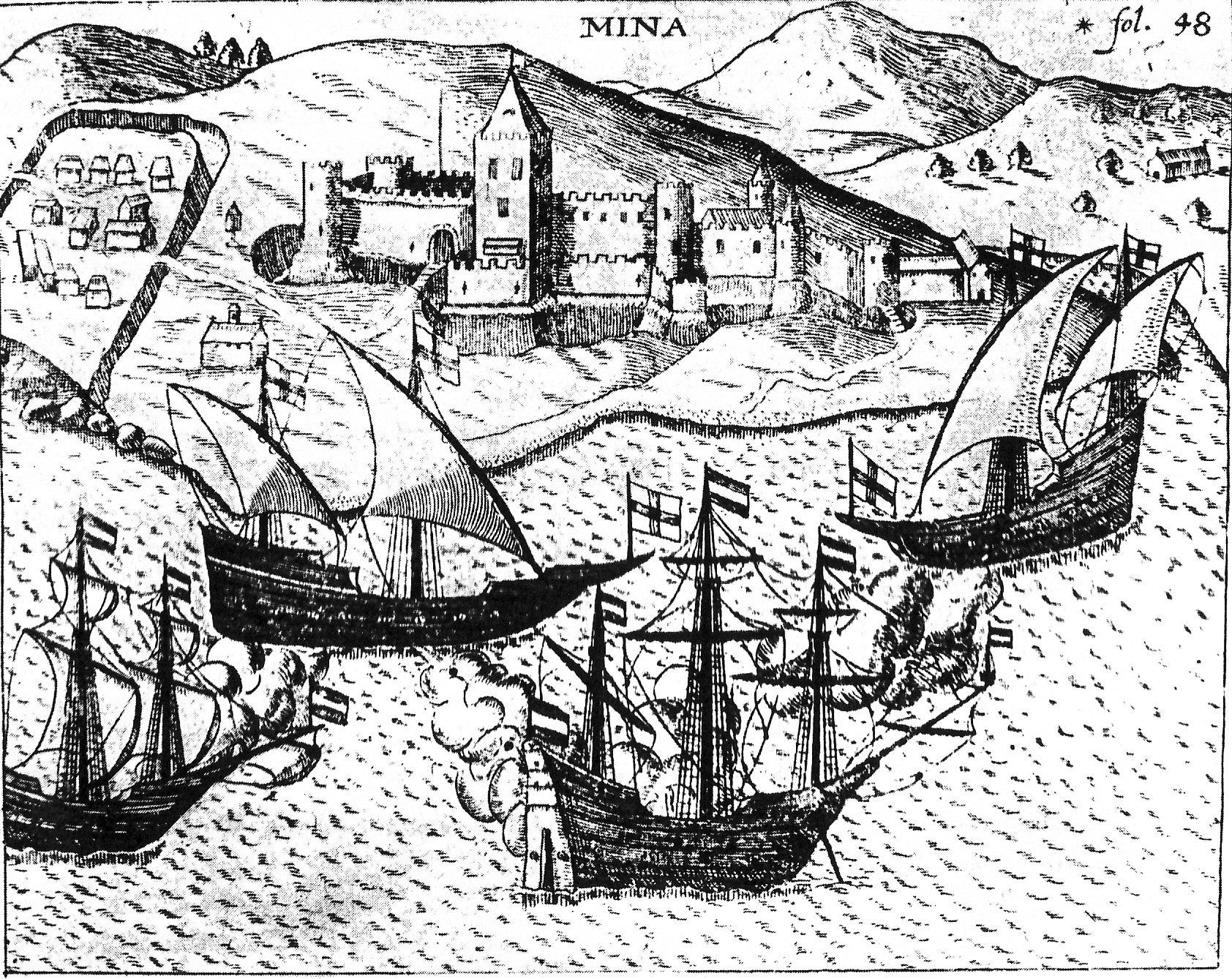
Le fort de traite portugais d'Elmina entre 1610 et 1624.

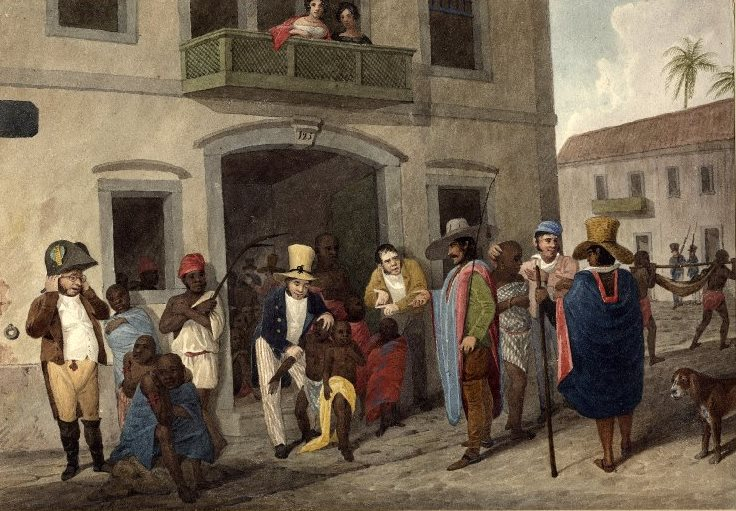
Un marché d'esclaves à Rio de Janeiro en 1824.

Au Brésil, l'esclavage des noirs a commencé dans la première moitié du XVIe siècle, avec la production de sucre. Les trafiquants portugais amenaient les captifs de leurs colonies d'Afrique, puis les vendaient comme des marchandises pour être utilisés comme esclaves dans les exploitations sucrières du Nord-Est. Les plus robustes arrivaient à valoir le double de ceux qui étaient plus faibles ou plus âgés. De la même façon les Noirs venus d'Angola et du Mozambique, les Bantous, avaient plus de valeur pour le travail de la terre, et ceux qui venaient du comptoir de « São Jorge de Mina », dans l'actuel Ghana, étaient plus appréciés dans l'exploitation des mines d'or du Minas Gerais. Les Noirs « miniers », très communs dans la Bahia, travaillaient déjà dans l'exploitation de l'or en Afrique occidentale.

Les Néerlandais aussi avaient colonisé une partie du Brésil à partir de 1630, et importé de nombreux esclaves africains pour leurs plantations. Toutefois, en 1654, ils sont définitivement chassés du continent par les Portugais.

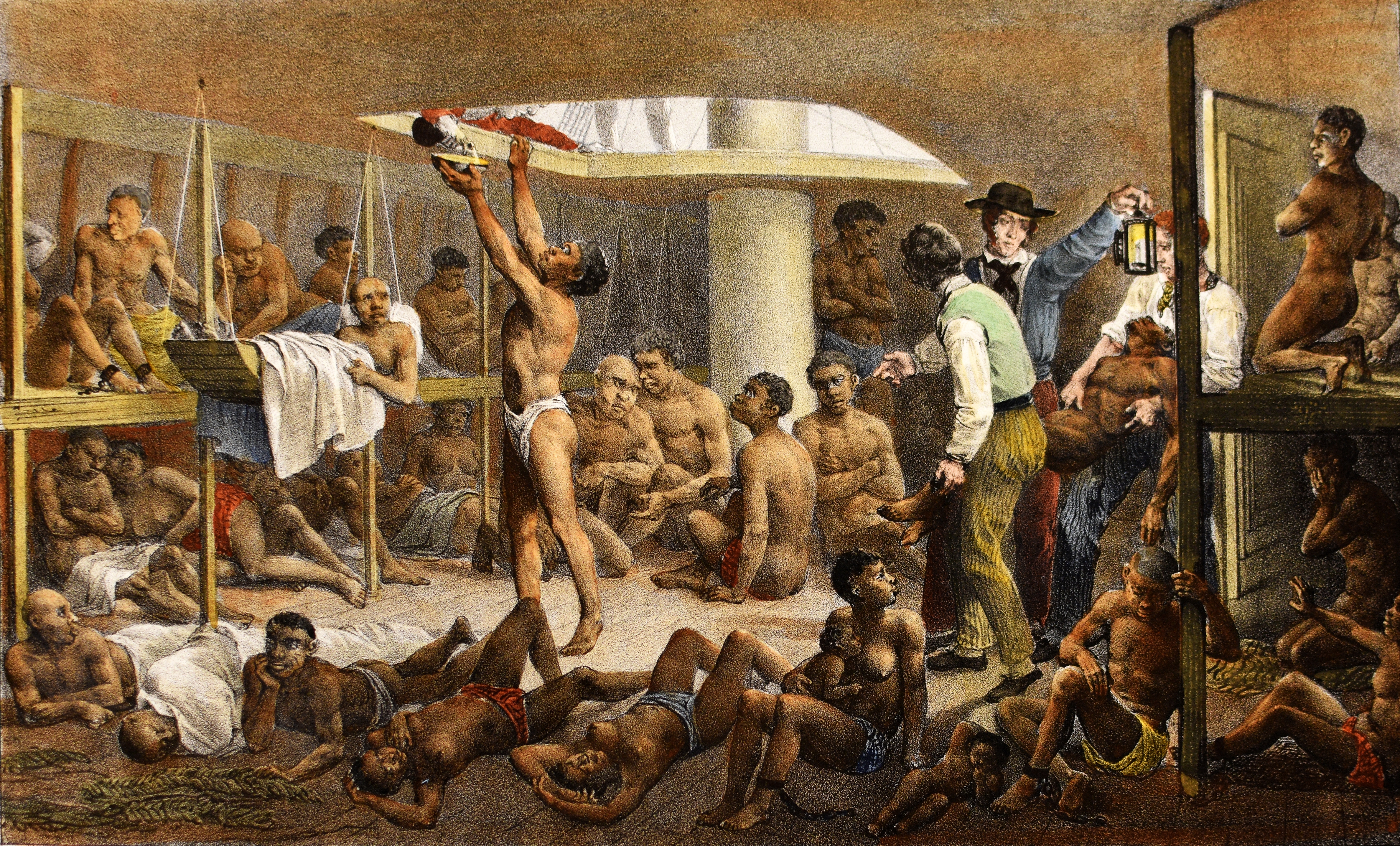
Captifs africains dans la cale d'un navire négrier, par Rugendas (1830).

De l'Afrique vers le Brésil le transport des esclaves se faisait dans les cales des navires négriers. Entassés, dans des conditions inhumaines, beaucoup mouraient avant d'arriver au Brésil, et leurs corps étaient jetés à la mer.
À São Paulo, appelé à l'époque capitainerie de São Vicente, l'extrême pauvreté des habitants ne leur permettait pas d'acquérir des esclaves africains qui coûtaient très cher, c'est pourquoi les bandeirantes faisaient appel à la main-d'œuvre indigène.

##### Mines et économie de plantation
Dans les plantations de canne à sucre ou dans les mines d'or, à partir du XVIIIe siècle, les esclaves étaient traités de la pire façon possible. Ils travaillaient énormément (du lever au coucher du soleil), vêtus de haillons et mal nourris. À Minas Gerais, au début de l'exploitation minière, le prix des esclaves, ainsi que celui des autres marchandises, était extrêmement élevé, en raison de la grande cherté de la vie qui y sévissait, comme le dit le missionnaire jésuite André João Antonil dans son livre Cultura e Opulência do Brasil por suas Drogas e Minas.

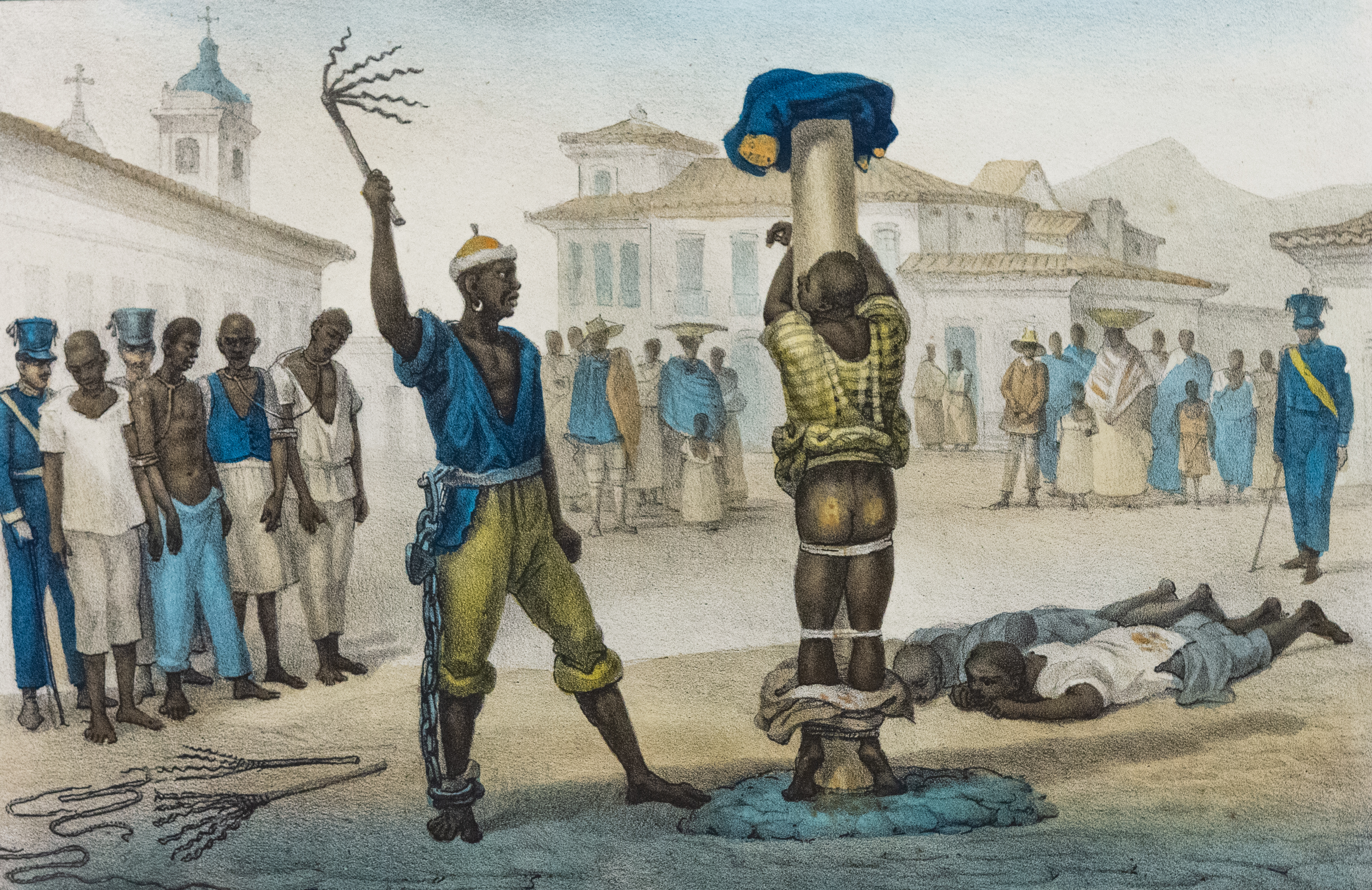
Punition par le fouet, avant 1830, par Debret.

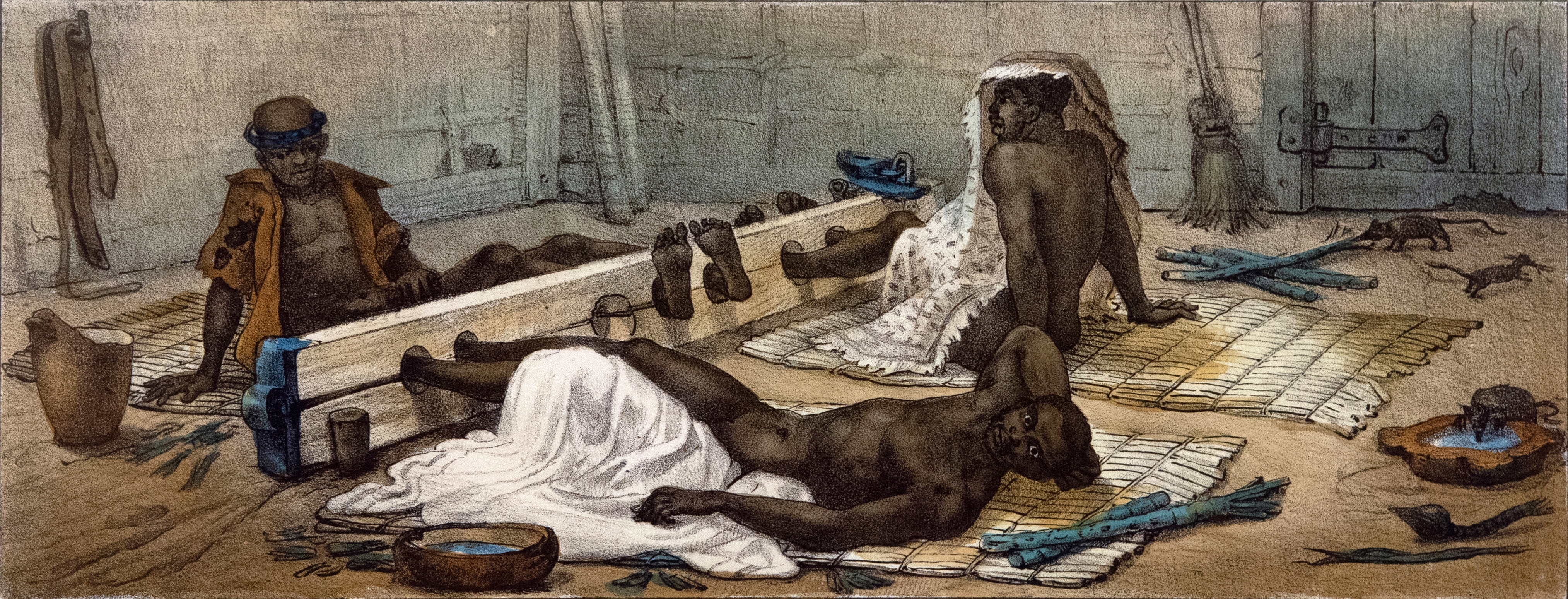
Esclaves mis aux ceps, par Debret.

Ils passaient la nuit dans les senzalas indigènes, sortes de hangars sombres, humides et aussi peu hygiéniques que possible, enchaînés pour éviter les évasions. Ils subissaient constamment des châtiments corporels et le fouet était la punition la plus répandue dans le Brésil colonial. Cette peine du fouet ne devait être abolie que par une loi impériale de 1885, et sa suppression encouragea les esclaves à s'enfuir, puisqu'ils n'avaient plus à redouter ce type de châtiment au cas où ils seraient repris, ce qui fit se multiplier leurs évasions pendant les dernières années de l'esclavage au Brésil.

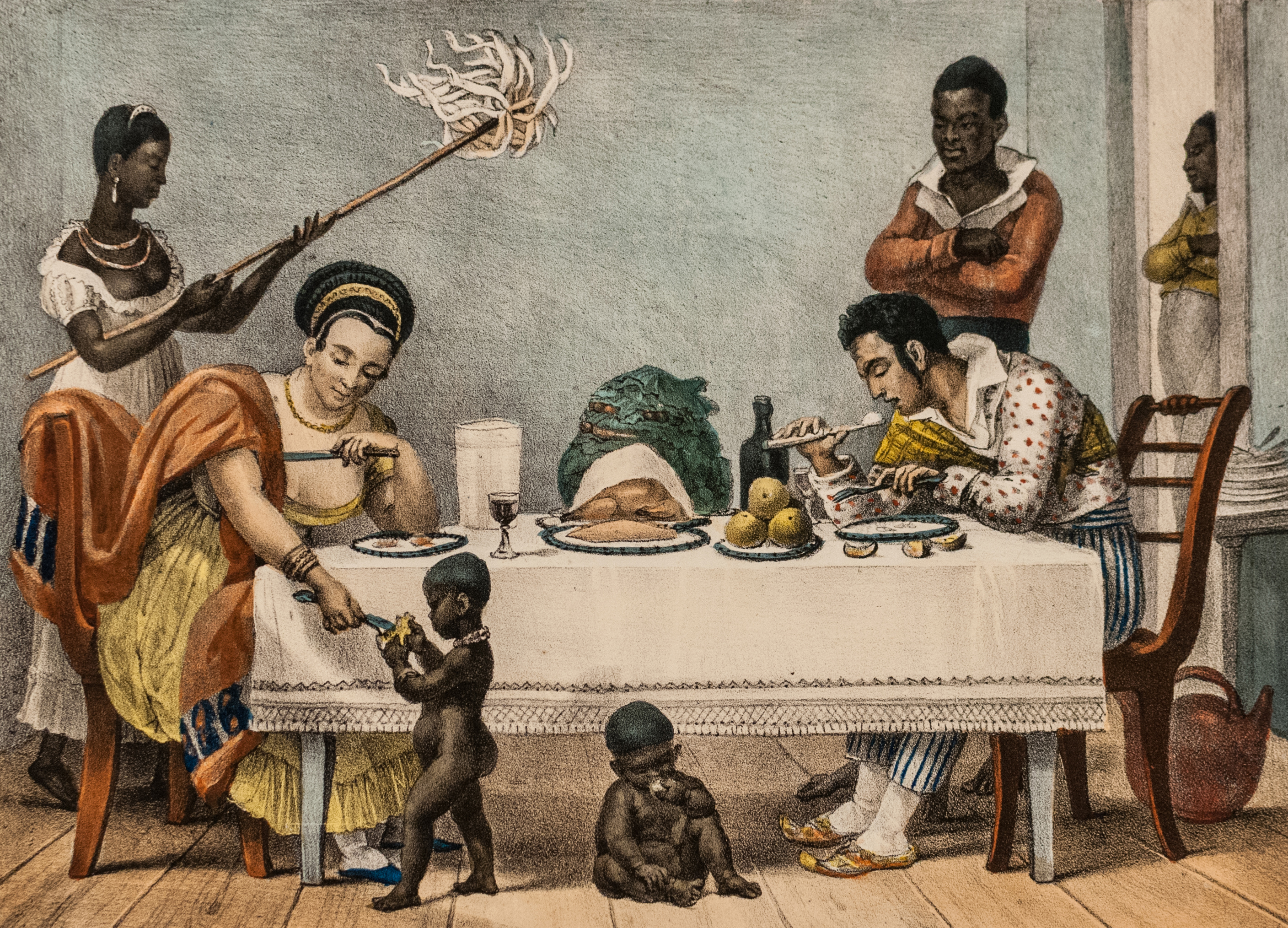
Le dîner, un couple blanc brésilien se fait servir par leur esclaves, par Debret.

Ils n'avaient pas le droit de pratiquer leurs religions d'origine africaine ni de célébrer leurs fêtes et leurs cérémonials africains. Ils devaient suivre la religion catholique, imposée par les propriétaires des plantations qui se targuaient d'obéir au commandement chrétien de baptiser toutes les créatures, raison pour laquelle nombre de Noirs devinrent chrétiens, surtout les « Bantous », alors que la majorité des Noirs « miniers », plus nombreux dans la Bahia, restèrent au contraire en majorité plus fidèles à la religiosité africaine. Voici comment, le 13 juillet 1871, le député général José de Alencar, dans la section de la Chambre Générale, actuelle Chambre des Députés, expliquait l'importance de la religion chrétienne selon la conception des propriétaires d'esclaves :

« Le grand mérite et l'excellence du christianisme, c'est justement qu'il convient à toutes les conditions sociales. Il console de toutes les misères, de toutes les douleurs de ce monde. S'il est une gloire pour les rois, il est un refuge pour les captifs. À tous, grands et petits, illustres et obscurs, riches et pauvres, à tous la religion leur montre une ineffable espérance : l'espérance d'une vie meilleure. »

Les esclaves étaient obligés d'adopter la langue portugaise pour communiquer. Toutes ces obligations et ces interdictions n'empêchèrent pas un grand nombre d'entre eux de ne pas se laisser priver de leur culture africaine. En cachette ils procédaient à leurs cérémonies, pratiquaient leurs fêtes, maintenaient leurs représentations artistiques et ils sont allés jusqu'à créer une forme de lutte : la capoeira.

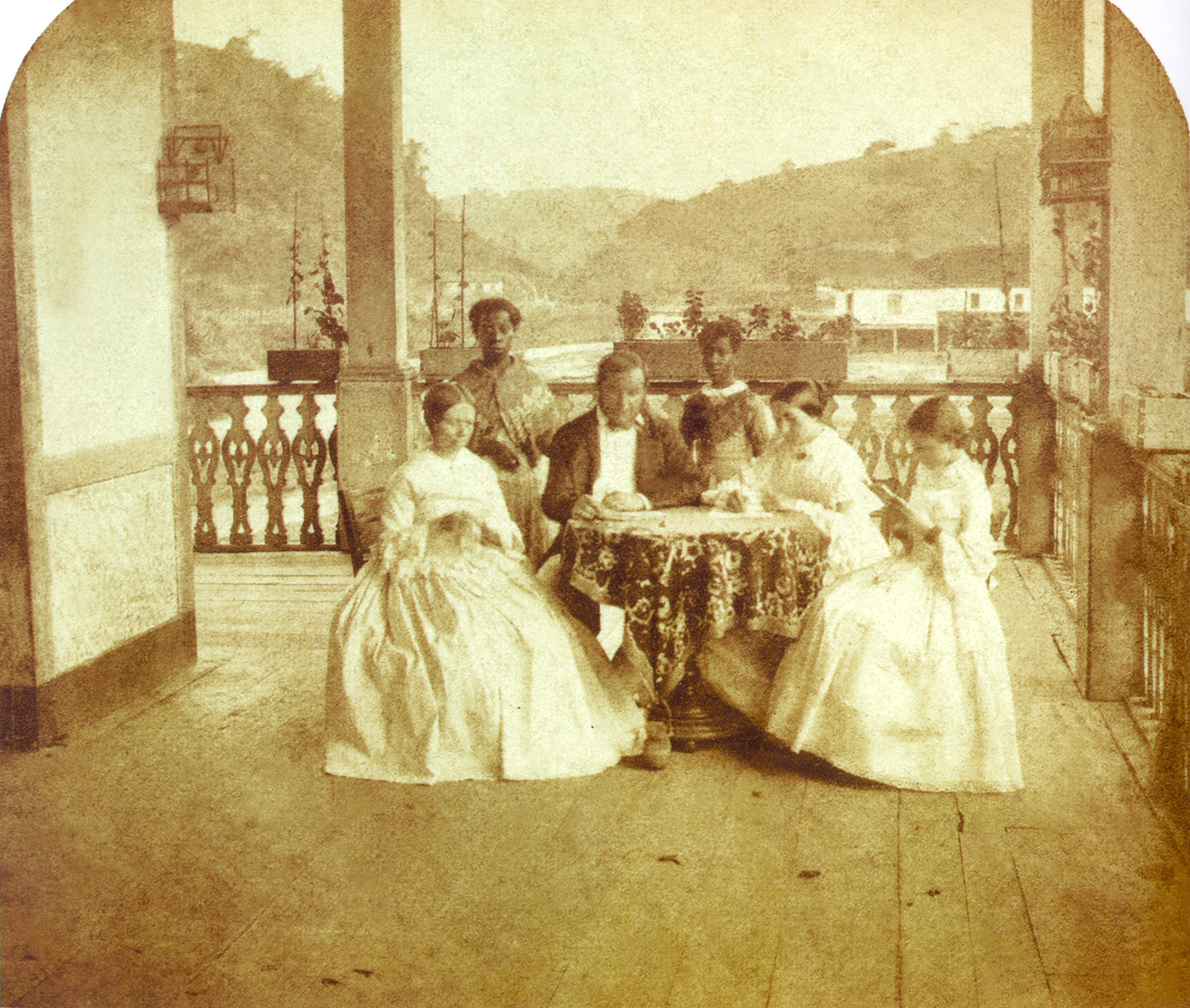
Une famille et ses servantes esclaves au Brésil, vers 1860.

Les femmes noires, elles aussi, ont beaucoup souffert de l'esclavage, même si les planteurs utilisaient cette main-d'œuvre surtout pour les travaux domestiques. Il était courant qu'elles soient cuisinières, concierges et même nourrices dans le Brésil colonial de l'époque. Beaucoup de femmes esclaves étaient obligées d'avoir des rapports sexuels avec leurs maîtres, ce qui est à l'origine d'une nombreuse population mulâtre au Brésil.
Au XVIIIe siècle, quelques esclaves réussissaient à acheter leur liberté après avoir acquis la lettre d'affranchissement. Certains maîtres libéraient leurs esclaves dans leurs testaments. Ou alors ceux-ci pouvaient accéder à la liberté en payant une petite rente toute leur vie. Cependant, le peu d'occasions et les préjugés de la société finissaient par fermer toutes les portes aux esclaves affranchis.
En 1761, le marquis de Pombal interdit l'importation d'esclaves vers le Portugal continental et les colonies d'Inde, non pas pour des raisons humanitaires, mais afin que les trafics soient orientés en priorité vers sa colonie du Brésil qui nécessitait beaucoup de main-d'œuvre.

##### Résistances

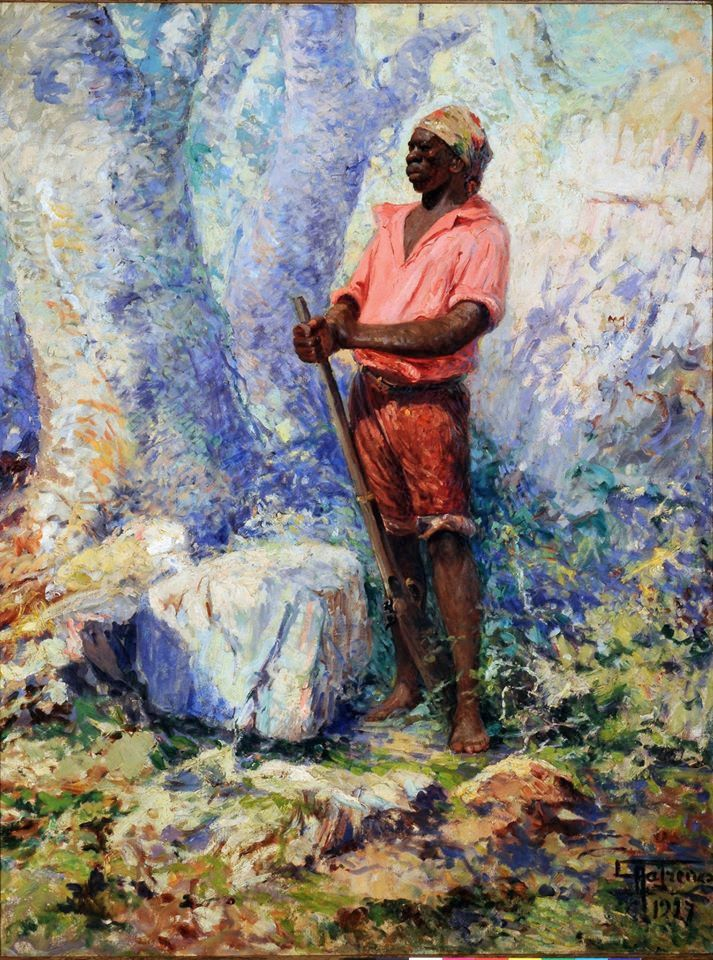
Zumbi dos Palmares, chef de guerre du quilombo de Palmares.

Les Noirs ne restaient pas non plus sans réagir contre l'esclavage : les émeutes étaient monnaie courante dans les plantations ; des groupes d'esclaves s'enfuyaient et formaient dans les forêts les fameux quilombos, des communautés dont les membres vivaient dans une organisation communautaire et où ils pouvaient pratiquer leur culture, parler leur langue et exercer leurs cérémonies religieuses. Le plus célèbre fut le Quilombo de Palmares, commandé par Zumbi. Dans le Minas Gerais, le quilombo le plus célèbre fut celui d'Ambrósio. Dans plusieurs d'entre eux, paradoxalement, on faisait travailler souvent des esclaves.
En ce qui concerne les attaques des quilombos et des nègres marrons, Luiz Gonzaga da Fonseca, dans son livre História de Oliveira à la page 37, décrit les désordres provoqués sur la grande route de Goiás, par les nègres marrons du Quilombo d'Ambrósio, le principal quilombo du Minas Gerais :

« Il ne fait aucun doute que cette invasion noire fut provoquée par le scandale que causait le passage de ceux qui empruntaient cette voie et qui montraient trop ostensiblement leur richesse. Goias était un pays de cocagne. On s'en retournait riche après y être allé pauvre. Allaient et venaient des flots d'aventuriers. Il passait des troupeaux et des troupes. Des convois d'esclaves suivaient. Des chariots à n'en plus finir, bourrés de marchandises, de bibelots, de verroterie, de tapisseries et de sel. Devant un tel spectacle, les Noirs qui avaient fui les senzalas, voire les convois d'esclaves, et qu'avaient rejoints des repris de justice en fuite, se postaient à certains points de la route. Ces groupes dangereux constitués de nègres marrons du Rio das mortes attaquaient ceux qui passaient et laissaient leurs cadavres dans les fossés, après avoir pillé ce qu'ils transportaient. Ils volaient tout. Troupeaux et argent, chargements de marchandises venus de Corte (Rio de Janeiro). Quant aux convois d'esclaves, ils libéraient les noirs enchaînés et tuaient leurs gardiens, ce qui renforçait encore leur bande. Parmi les bandes les plus dangereuses de Campo Grande figuraient les marrons du noir Ambrósio et du noir Canalho. »

#### La question de l'abolition après l'Indépendance du Brésil

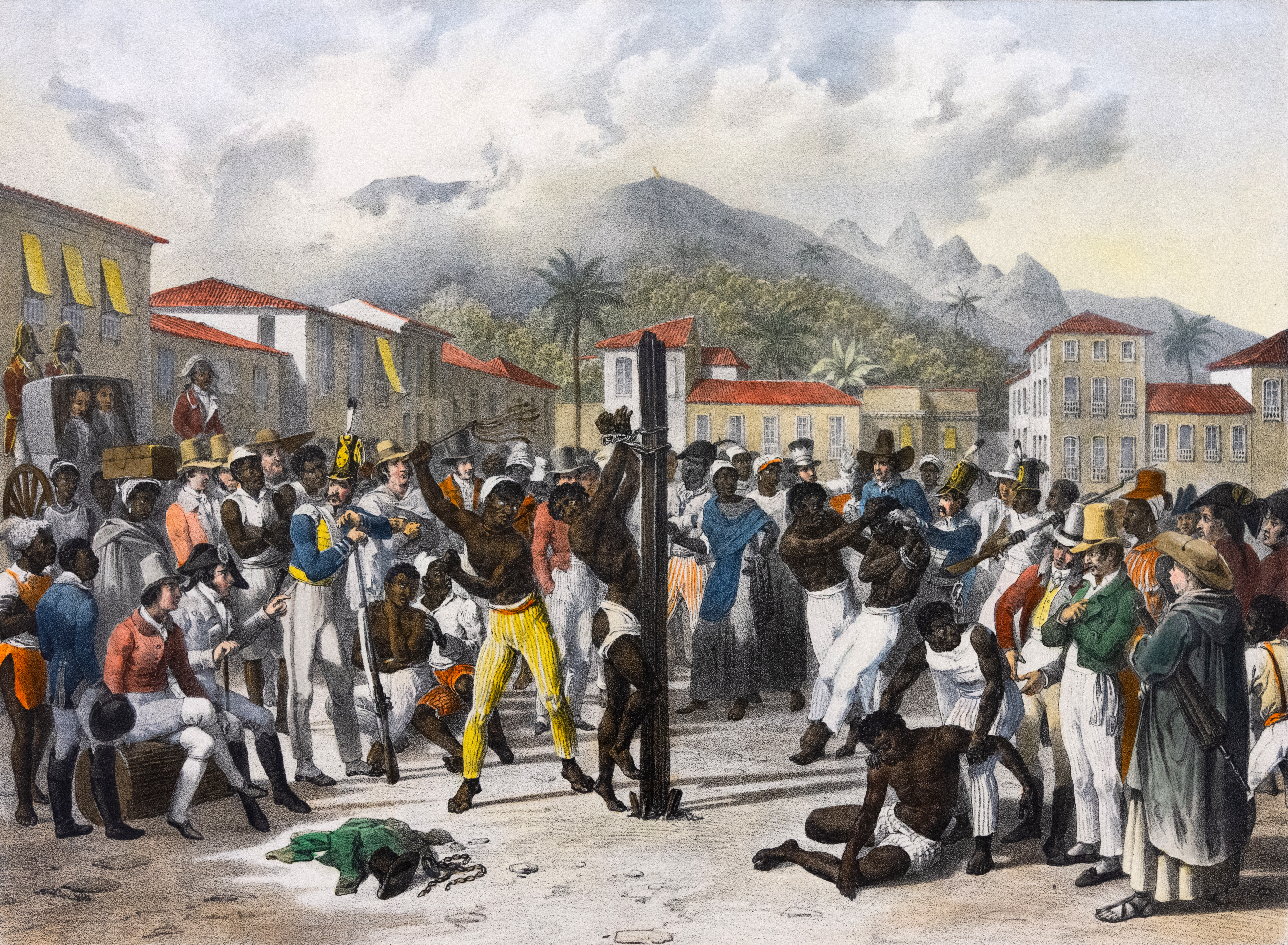
Punition par le fouet vers 1830, par Rugendas. Image extraite de.

Dans son célèbre discours à l'Assemblée constituante de 1823, José Bonifácio de Andrada e Silva avait déjà traité l'esclavage de « cancer mortel qui menaçait les fondements de la nation ».
Pendant la Régence, qui commença le 7 novembre 1831, la Chambre des Députés vota une loi qui interdisait l'introduction d'esclaves africains dans le pays, et la Régence le promulgua. Cette loi ne fut cependant pas appliquée.
En mars 1845 prit fin le délai prévu par le dernier traité signé entre le Brésil et la Grande-Bretagne ; le Gouvernement britannique décréta en août le Bill Aberdeen. Portant le nom de Lord Aberdeen, du Foreign Office (le ministère britannique des Relations extérieures), cet Acte donnait à l'Amirauté britannique le droit d'arraisonner les navires négriers, même dans les eaux territoriales brésiliennes, et de faire passer devant la justice leurs commandants. Les capitaines britanniques reçurent pouvoirs d'inspecter les navires brésiliens en haute mer et de vérifier s'ils transportaient des esclaves : ils devraient alors se défaire de leur cargaison, en ramenant les esclaves en Afrique, ou en les transférant dans des navires britanniques.
Critiqué, même au Royaume-Uni, et présenté comme une prétention de se transformer en « gardien moral du monde », le Bill Aberdeen jeta la panique au Brésil chez les trafiquants et les propriétaires d'esclaves et de terres. La conséquence immédiate du Bill Aberdeen fut significative : ce fut paradoxalement l'intensification du commerce d'esclaves puisqu'on anticipait les achats avant l'interdiction définitive, et ce fut spécialement la forte hausse du prix des esclaves. Selon l'historien Caio Prado Junior, 50 324 esclaves sont entrés en 1846 au Brésil, et 60 000 en 1848.

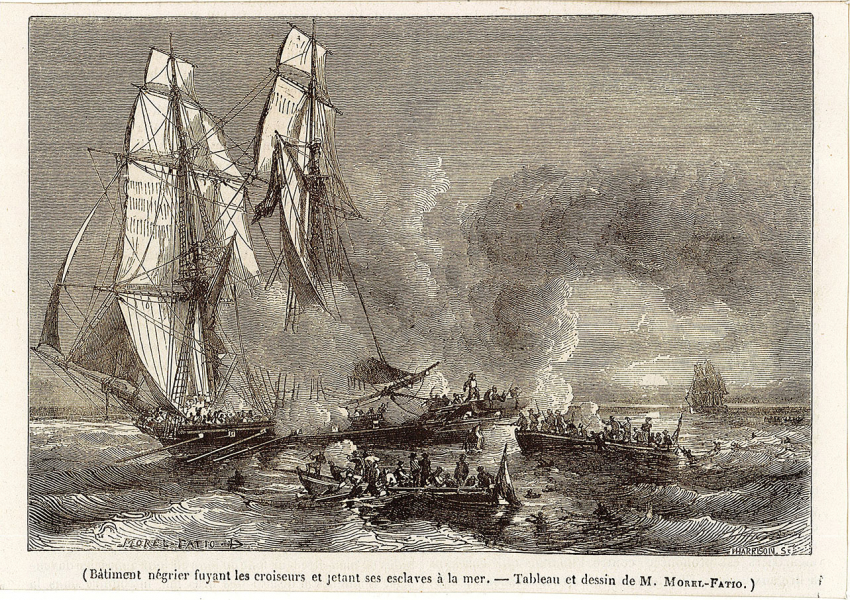
Bâtiment négrier fuyant les croiseurs et jetant ses captifs à la mer, par Léon Morel-Fatio, 1844.

Les navires britanniques poursuivaient les bateaux suspects, la Royal Navy faisait des incursions dans les eaux territoriales et menaçait de bloquer des ports. Il y eut des incidents et un échange de tirs dans le Paraná. Quelques capitaines, avant d'être abordés, jetaient à l'eau leur cargaison humaine. Les contrevenants étaient des fermiers ou des grands propriétaires, tous esclavagistes. Les provinces protestaient car à l'époque, au Brésil, l'esclavage était considéré par les propriétaires comme une chose naturelle, faisait partie de la vie quotidienne et des habitudes, était jugée comme une institution nécessaire et légitime pour perpétuer une société profondément inégalitaire.
Les conservateurs (appelés saquaremas, au pouvoir depuis 1848) accusaient les libéraux (appelés luzias) de s'être soumis à cet ultimatum britannique. Ils savaient parfaitement que le commerce des esclaves devait bien prendre fin et que l'esclavage n'avait pas d'avenir, mais ils estimaient qu'une telle décision devrait relever du gouvernement afin de préserver la souveraineté nationale et de garantir la sécurité intérieure - en fait, leur intention était de prolonger l'esclavage autant que possible. Mais Dom Pedro II, en raison de problèmes dans le Rio da Prata, avait besoin du Royaume-Uni. En mars 1850, le Premier ministre britannique Gladstone menaça de faire respecter les traités, à la « pointe de l'épée, par la guerre et jusqu'à l'extermination. »
Cédant à la pression, Dom Pedro II fit un pas décisif : son cabinet élabora un projet de loi présenté au Parlement par le ministre de la justice Eusébio de Queirós, et qui comportait des mesures efficaces pour l'abolition de la traite. Devenu la loi no 581 du 4 septembre 1850, il disait nettement dans son article 3 :

« Sont auteurs du crime  d'importation ou de tentative d'importation le propriétaire, le capitaine ou le commandant du navire, le pilote et le quartier-maître du bâtiment ainsi que le subrécargue. Sont complices l'équipage et ceux qui auront apporté leur concours au débarquement des esclaves sur le territoire brésilien ainsi que ceux qui auront aidé à en cacher la connaissance aux autorités, à empêcher l'arraisonnement en mer ou les poursuites judiciaires après le débarquement. »

Un des articles stipulait que les délinquants serait jugés par l'Amirauté, conférant ainsi au gouvernement impérial le pouvoir de juger qui appartenait auparavant aux juges locaux.

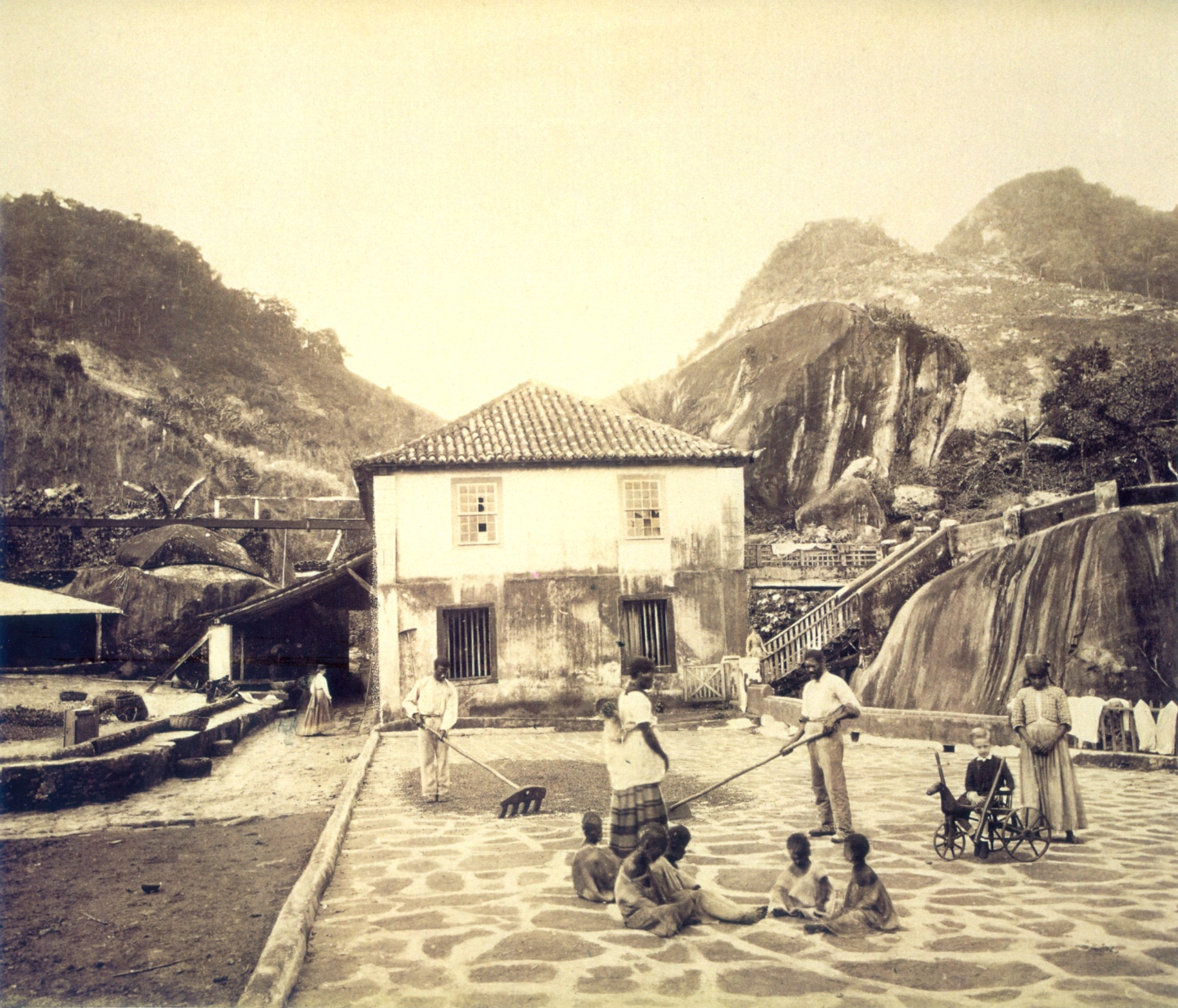
Esclaves brésiliens faisant sécher du café, en présence du fils de leur maître et sa nounou, vers 1870.

Les conservateurs restaient déterminés à maintenir le système esclavagiste et la structure coloniale de la production. Afin de rationaliser l'utilisation de main-d'œuvre servile, désormais beaucoup plus coûteuse, ils encouragèrent donc la traite interne, menée par les anciens trafiquants, en déplaçant les esclaves des zones où l'agriculture était en déclin, comme les exploitations sucrières sur la côte nord-est, au profit des nouvelles et grandes exploitations productrices de café du Centre-Sud, laissant aux travailleurs immigrés d'autres activités. Bóris Fausto, qui a beaucoup écrit sur l'immigration au Brésil, estime que, de 1850 à 1888, la traite interprovinciale a transféré entre 100 000 et 200 000 esclaves. Mais ce déplacement de population mécontenta les grands propriétaires d'esclaves et de terres du Nord-Est, qui passèrent du côté de l'abolitionnisme. Ils espéraient que l'arrêt de l'approvisionnement en esclaves ferait disparaître à la longue l'esclavage, ce qui ne fut pas le cas.
Si nombreuses furent les protestations qu'Eusébio de Queirós dut se présenter à la Chambre des Députés en juillet 1852, pour essayer de faire changer l'opinion publique. Il rappela que si beaucoup d'agriculteurs du Nord étaient confrontés à des difficultés financières et incapables de payer ce qu'ils devaient aux trafiquants d'esclaves, c'est qu'ils avaient hypothéqué leurs propriétés à des spéculateurs et à de grands trafiquants – parmi lesquels de nombreux Portugais - pour obtenir des avances destinées à acheter plus de noirs capturés. Il rappela aussi que s'il continuait à entrer dans l'Empire d'aussi grandes quantités d'esclaves africains, il se créerait un déséquilibre entre les catégories de la population – les hommes libres et esclaves – ce qui serait une menace pour les premiers. Ce qu'on appelait la « bonne société » se verrait exposée à des « dangers très graves », puisque le déséquilibre avait déjà provoqué de nombreuses rébellions (il devait rappeler celle des Malês, dans le Salvador, en 1835).
En 1854 fut approuvée la Loi Nabuco de Araújo, du nom de celui qui fut ministre de la justice de 1853 à 1857 ; elle prévoyait des sanctions contre les autorités qui dissimuleraient la contrebande d'esclaves. Les derniers débarquements dont on ait gardé une trace eurent lieu en 1856.

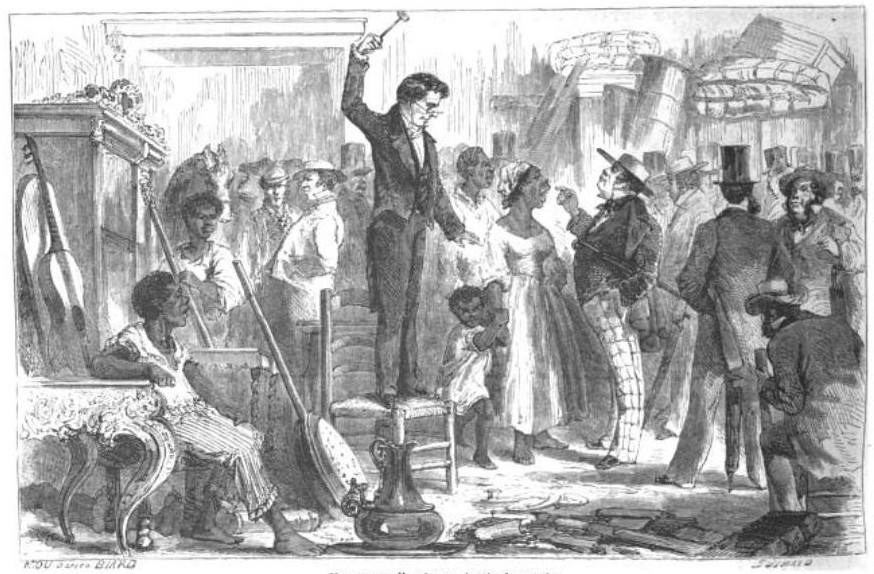
Vente d'esclave sur un marché de Rio de Janeiro, par Riou (1861).

Jusqu'en 1850, l'immigration se produisait comme phénomène spontané. Entre 1850 et 1870 il commença à être encouragé par les grands propriétaires fonciers. Les premiers vinrent d'Allemagne, sans grand succès, puis d'Italie ; bien des fois les immigrés avaient été trompés et avaient signé des contrats qui les faisaient travailler pratiquement comme esclaves dans les exploitations de café. Ils furent si nombreux à retourner chez eux qu'il fallut l'intervention de consulats et d'organisations créées pour les protéger, ainsi que de quelques sociétés qui encourageaient l'immigration. Dans de nombreuses régions les esclaves furent remplacés par des immigrés. Quelques localités en 1874 avaient 80 % des travailleurs agricoles noirs mais, en 1899, 7 % de travailleurs noirs et 93 % de travailleurs blancs.

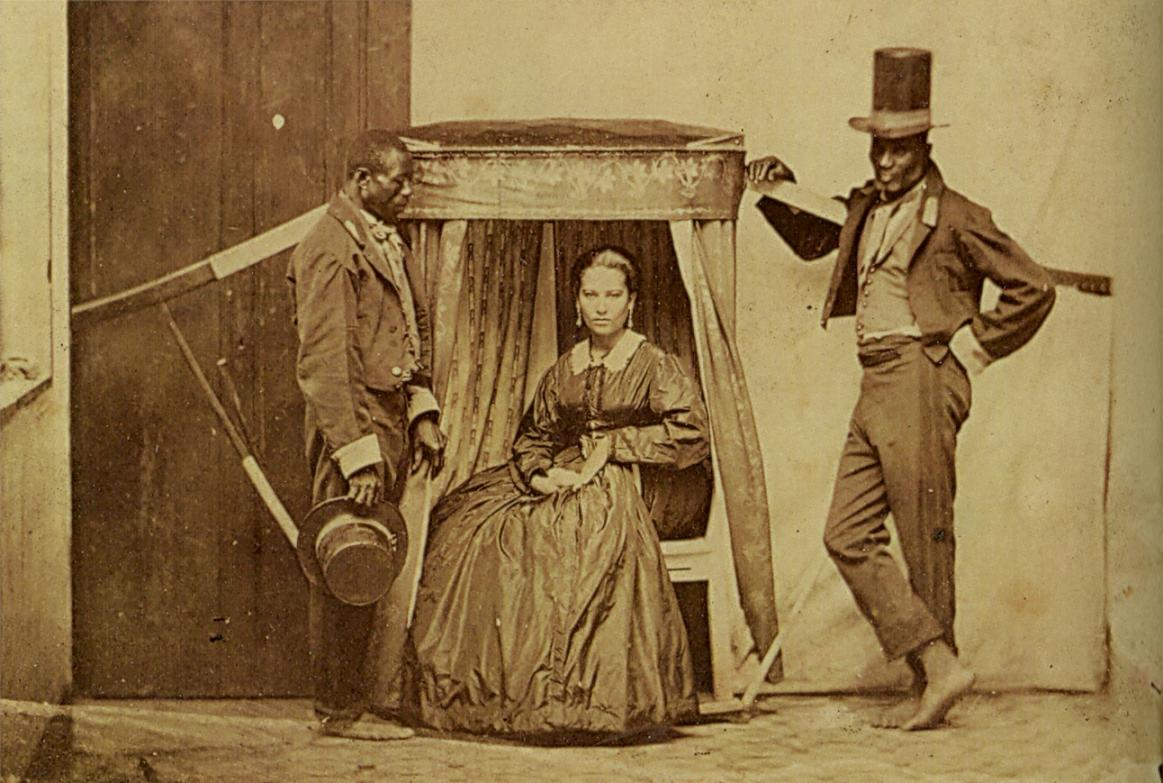
Dame se faisant transporter en chaise à porteurs par ses esclaves (région de São Paulo, vers 1860).

L'esclavage commença à décliner en 1850 avec la fin de la traite négrière (après l'adoption de loi de responsabilité d'Eusébio de Queirós). Progressivement, les immigrés européens salariés remplacèrent les esclaves sur le marché de travail. Mais ce n'est qu'à partir de la Guerre du Paraguay que le mouvement abolitionniste prit de l'ampleur. Des milliers d'anciens esclaves qui étaient revenus victorieux de la guerre, et souvent décorés, couraient le risque de retourner à leur condition antérieure sous la pression de leurs anciens propriétaires. Le problème social était devenu un enjeu politique pour l'élite dirigeante du Second Empire.
L'abolition de la traite négrière, les diverses épidémies de paludisme, les fuites d'esclaves qui se multipliaient, leur faible taux de reproduction, et l'affranchissement de nombreux esclaves, y compris ceux qui avaient combattu dans la guerre du Paraguay, avaient contribué sensiblement à la réduction du nombre d'esclaves au Brésil au moment de l'abolition.

#### Campagne abolitionniste

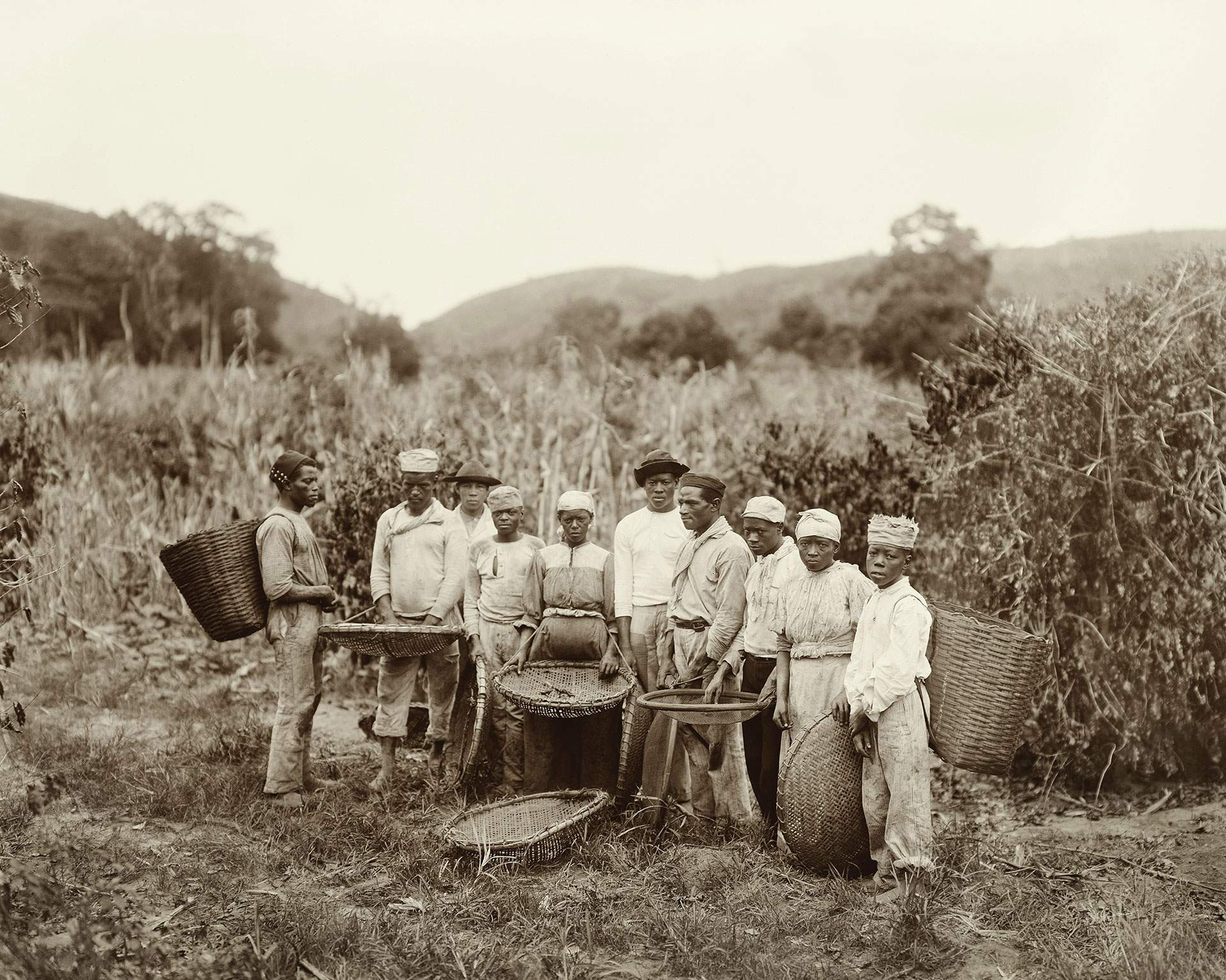
Esclaves dans une plantation de café vers 1882.

En 1880, des personnalités politiques comme Joaquim Nabuco et José do Patrocínio créent à Rio de Janeiro, la Société brésilienne contre l'esclavage (Sociedade Brasileira Contra a Escravidão), ce qui encourage la formation de dizaines d'associations semblables dans tout le Brésil. De même, le journal O Abolicionista de Nabuco, et la Revista Ilustrada d'Ângelo Agostini, servent de modèles à d'autres publications anti-esclavagistes. Avocats, artistes, intellectuels, journalistes et hommes politiques s'impliquent dans les mouvements et rassemblent des fonds pour payer les lettres d'affranchissement. Bien qu'elle ne soit encore que peu répandue, l'Église positiviste du Brésil, de Miguel Lemos et Raimundo Teixeira Mendes, a joué son rôle de son côté dans la campagne abolitionniste, en délégitimant par exemple l'esclavage, considéré depuis lors comme une forme barbare et arriérée d'organisation du travail et un traitement indigne d'êtres humains.

Il faut noter la participation remarquable à la campagne abolitionniste de la franc-maçonnerie du Brésil, du fait que tous les principaux dirigeants de l'abolition étaient francs-maçons comme José Bonifácio, le pionnier de l'abolition, Eusébio de Queirós qui a aboli la traite des esclaves, le vicomte de Rio Branco à qui on doit la loi du ventre libre et les abolitionnistes Luís Gama, Antônio Bento, José do Patrocínio, Joaquim Nabuco, Silva Jardim et Rui Barbosa. En 1839, les francs-maçons David Canabarro et Bento Gonçalves émancipent des esclaves pendant la Guerre des Farrapos,.

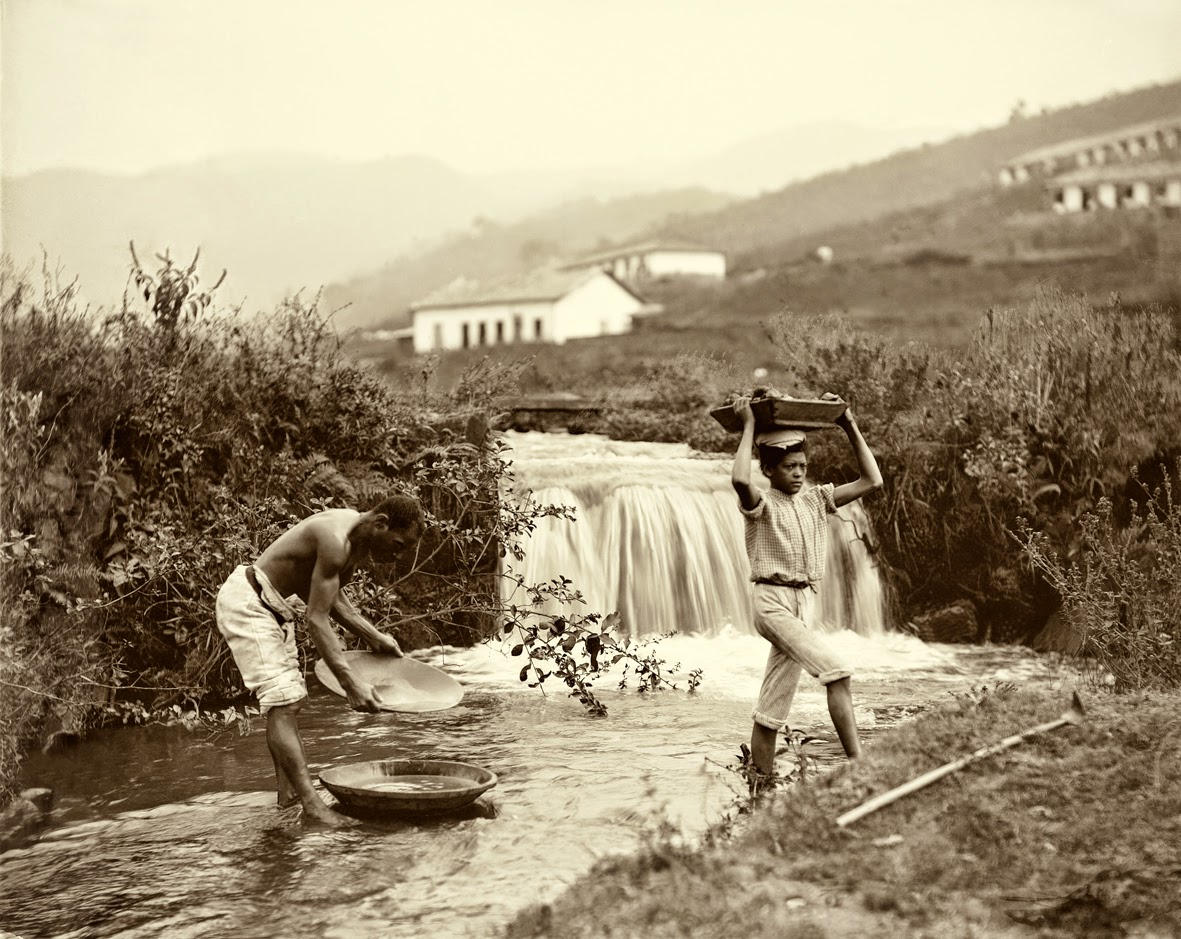
Esclaves cherchant l'or à Minas Gerais, 1880.

À Recife, les étudiants de la Faculté de droit se mobilisent, et une association abolitionniste est fondée par des étudiants comme Plínio de Lima, Castro Alves, Rui Barbosa, Aristides Spínola, Regueira Costa, entre autres.
À São Paulo, il faut souligner le travail d'un ancien esclave, l'un des plus grands héros de la cause abolitionniste, l'avocat Luís Gama, directement responsable de la libération de plus de 1 000 captifs.
Le pays prit parti pour la cause abolitionniste, et en 1884, le Ceará et l'Amazonas abolirent l'esclavage sur leurs territoires. Dans les dernières années de l'esclavage au Brésil, la campagne abolitionniste se radicalisa avec le principe « Abolition sans indemnisation », lancée par des journalistes, des membres de professions libérales et des politiciens qui n'avaient pas de grandes propriétés.

### Les Lois abolitionnistes

#### Loi du ventre libre (1871)
Le Parti Libéral s'engagea publiquement pour la cause des enfants nés à partir de cette date, mais ce fut le cabinet du Vicomte de Rio Branco, du Parti Conservateur, qui promulgua la première loi abolitionniste, la Loi du ventre libre du 28 septembre 1871. En la défendant, le Vicomte de Rio Branco présentait l'esclavage comme une « institution outrageante », moins pour les esclaves que pour le pays, mais surtout pour son image à l'étranger.

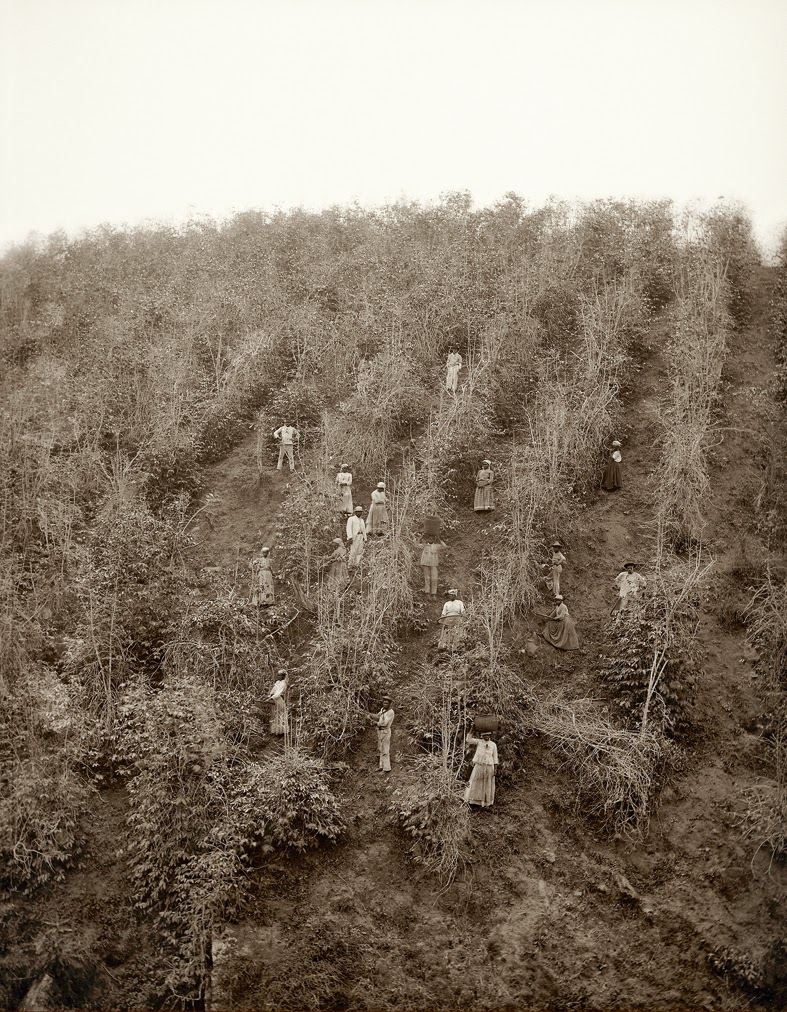
Esclaves récoltant le café dans une plantation de la vallée de Paraíba (État de São Paulo, 1883).

Vingt-et-un ans après l'abolition de la traite d'esclave, et sans aucune nouvelle mesure gouvernementale concernant la fin de l'esclavage, fut ainsi votée la « Loi Rio Branco », plus connue comme « Loi du ventre libre », qui considérait comme libres tous les enfants d'esclaves nés à partir de cette date, et souhaitait établir un stade intermédiaire entre le travail servile et le régime du travail libre, sans provoquer néanmoins de changements trop brusques dans l'économie ou dans la société. À la Chambre des Députés, le projet de loi obtint 65 votes pour et 45 contre. Parmi celles-ci, 30 venaient de députés des trois provinces productrices de café : Minas Gerais, São Paulo et Rio de Janeiro. Au Sénat de l'Empire il y eut 33 votes favorables et 7 hostiles. Parmi ces derniers, 5 venaient de sénateurs représentant des provinces productrices de café.
Selon les dispositions de la loi, les enfants d'esclaves - appelés ingénus - avaient deux options : soit ils restaient avec leurs maîtres jusqu'à leur majorité (21 ans), soit ils étaient remis au gouvernement. Dans la pratique, les propriétaires d'esclaves maintinrent les ingénus dans leurs propriétés, en les traitant comme s'ils s'étaient esclaves. En 1885, des 400 000 ingénus, seulement 118 furent remis au gouvernement - les propriétaires choisissaient de libérer des esclaves malades, aveugles ou de constitution fragile. Malgré ses limites, la Loi Rio Branco eut le mérite de faire connaître les maux de l'esclavage dans la presse et dans les actes publics. Dans la décennie 1890, environ un demi-million d'enfants furent libérés au moment où ils allaient être en âge de travailler.
Une des conséquences négatives de la loi de 1871 fut l'augmentation de la mortalité infantile chez les enfants d'esclaves puisque, sans parler des conditions de vie très mauvaises, on s'occupait moins des nouveau-nés. Une aide financière avait été prévue par la Loi du ventre libre afin d'aider les grands propriétaires à faire face aux dépenses pour élever les ingénus, mais rien ne fut jamais versé :

« Les dits enfants mineurs resteront à la charge et sous l'autorité de leurs mères, qui auront l'obligation de les élever et de les entretenir jusqu'à l'âge de huit ans révolus. Quand un enfant d'esclave sera arrivé à cet âge, le maître de la mère pourra au choix, soit recevoir de l'État une indemnité de 600 $, ou utiliser la force de travail du mineur jusqu'à l'âge de 21 ans révolus. Dans le premier cas, c'est le Gouvernement qui prendra la charge du mineur et verra ce qu'il doit faire de lui, conformément à la présente loi. »

— § 1.º de la loi 2040
En 1883, Joaquim Nabuco écrit :

« L'abolitionnisme est avant tout un mouvement politique auquel, n'en doutons pas, concourent puissamment l'intérêt envers les esclaves et la compassion pour leur sort, mais c'est d'une autre idée qu'il est né : celle de reconstruire le Brésil sur le travail libre et l'union des races dans la liberté. »

#### Loi des Sexagénaires (1887)
À partir de 1887, les abolitionnistes commencèrent à agir sur le terrain, en aidant souvent les évasions en masse, ce qui obligeait parfois les grands propriétaires à signer des contrats avec leurs anciens esclaves sous le régime du salariat. En 1887, diverses villes libèrent les esclaves ; normalement l'émancipation était subordonnée à la fourniture de services (qui, dans quelques cas, impliquaient dans la servitude d'autres membres de la famille).
Le Ceará et l'Amazonie libérèrent leurs esclaves en 1885. La décision du Ceará accrut la pression de l'opinion publique sur les autorités impériales. En 1885, le gouvernement céda un peu plus et promulgua la Loi Saraiva-Cotegipe, qui réglementait l'« extinction graduelle de la servitude ».
La Loi Saraiva-Cotegipe est restée sous le nom de Loi des Sexagénaires. Née d'un projet de Rui Barbosa, député originaire de Bahia, elle libérait tous les esclaves de plus de 60 ans, moyennant des compensations financières pour leurs propriétaires les plus pauvres pour qu'ils pussent aider ces esclaves libres. Néanmoins, ce volet de la loi ne fut jamais appliqué et les propriétaires d'esclaves ne furent jamais indemnisés. Les esclaves âgés entre 60 et 65 ans devraient « fournir des services pendant trois ans à leurs maîtres et après l'âge de 65 ans seraient libérés ».
Peu d'esclaves arrivaient à un tel âge et ils n'étaient pas d'ailleurs en mesure d'assurer leur subsistance d'autant plus qu'ils devaient maintenant affronter la concurrence des immigrants européens. Paradoxalement le nombre des esclaves est en augmentation dans le recensement de 1872, qui procède pour la première fois à l'inscription générale des esclaves ; c'est que de nombreux grands propriétaires avaient vieilli leurs esclaves dans leurs déclarations afin de contourner la loi, en cachant les ingénus introduits par contrebande postérieurement à la Loi Eusébio de Queirós. De nombreux noirs robustes et encore jeunes se retrouvaient légalement avoir plus de soixante ans ; ils étaient donc libérés mais dans leur cas la loi des Sexagénaires les obligeait encore à travailler. Les propriétaires devaient également tenter d'annuler la libération, arguant du fait qu'ils avaient été trompés puisqu'ils n'avaient pas été indemnisés comme le promettait la loi. Les zones récemment mises en valeur à l'ouest de São Paulo se montraient plus favorables à l'émancipation totale des esclaves : riches et prospères, elles exerçaient déjà un grand attrait pour les immigrants, puisqu'elles étaient mieux préparées pour le système du travail salarié.

#### Les évasions et les quilombos dans les dernières années de l'esclavage au Brésil

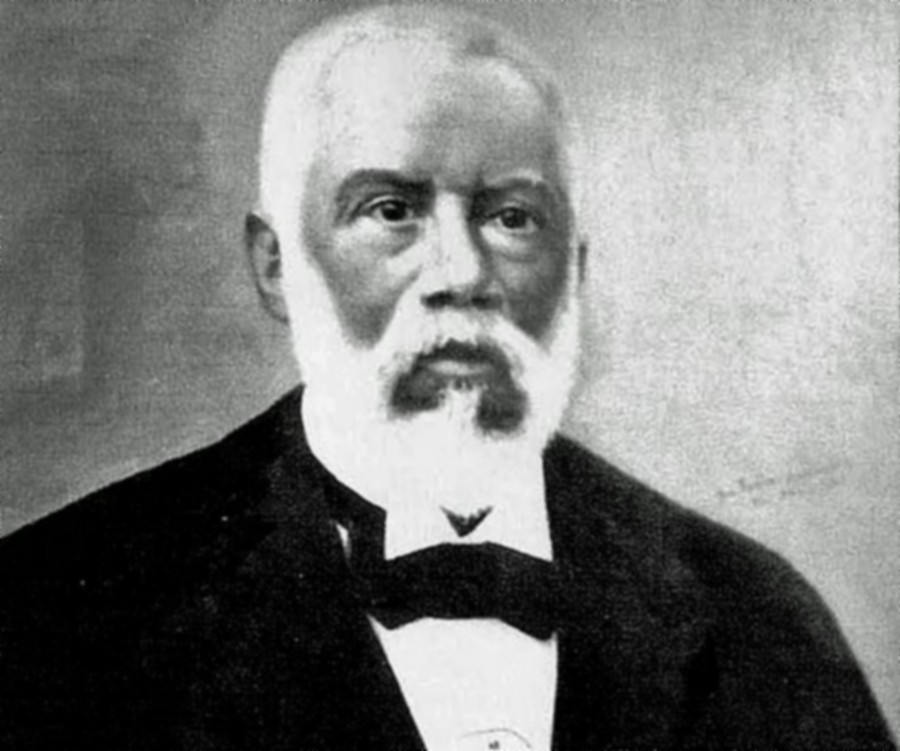
Francisco Paulo de Almeida (1826-1901), premier et unique baron de Guaraciaba, titre accordé par la princesse Isabelle. Noir, il possédait l'une des plus grandes fortunes de la période impériale, ce qui lui permit de devenir propriétaire d'environ mille esclaves,.

Les noirs et les mulâtres asservis se mirent eux aussi à participer plus activement à la lutte, en s'enfuyant des plantations et en cherchant la liberté dans les villes, surtout après 1885 quand furent interdites les punitions corporelles aux esclaves fugitifs qui étaient repris. La loi nº 3.310 du 15 octobre 1886 avait abrogé l'article nº 60 du Code pénal de 1830 et la loi nº 4 du 10 juin 1835, dans la mesure où ils ordonnaient la peine du fouet, en stipulant « qu'on n'imposerait à un condamné esclave que les peines prévues par le Code pénal et les autres lois en vigueur pour les autres délinquants quels qu'ils soient ».
À l'intérieur de l'État de São Paulo, conduits par le mulâtre António Bento et ses caifazes, des milliers d'esclaves qui s'étaient échappés des grandes exploitations s'installèrent dans le quilombo du Jabaquara, à Santos. À ce stade, la campagne abolitionniste s'unit à la campagne républicaine et reçut un appui important : l'armée brésilienne demanda publiquement à ne plus être utilisée pour reprendre les fugitifs. Dans les dernières années de l'esclavage au Brésil, la campagne abolitionniste adopta le mot d'ordre « Abolition sans indemnisation ». De l'extérieur, surtout d'Europe, parvenaient des appels et des manifestes favorables à la fin de l'esclavage.
Ces évasions en masse d'esclaves vers la ville de Santos conduisirent à des violences, qui furent dénoncées au cours des débats sur la Loi d'or, le 9 novembre 1888, à la Chambre Générale, par le député Andrade Figueira : il accusa la police de São Paulo (c'est-à-dire la Force publique) et les hommes politiques d'être de connivence avec ces évasions, ce qui amena les propriétaires d'esclaves de São Paulo à les libérer afin d'éviter de nouvelles violences :

« Cette fuite massive des esclaves n'a pas nui seulement aux grands intérêts économiques, mais elle menace également la sécurité publique : il y a eu des morts, des blessés ; des localités ont été envahies, toutes les familles ont été plongées dans la terreur, et cette province importante pendant de longs mois est restée dans la pire des terreurs. Heureusement les propriétaires de São Paulo, ont compris que, devant l'inertie de la Force publique, le mieux serait de capituler devant le désordre, et ils ont accordé la liberté aux esclaves. »

C'est dans le même sens que Joaquim Manuel de Macedo écrivait dans son livre As Vítimas-Algozes (Les victimes-bourreaux), où il dénonçait la complicité des petits commerces, qui recevaient et revendaient les biens volés dans les grandes propriétés par les esclaves et les marrons :

« La « Vente » ne chôme jamais : aux heures mortes de la nuit les marrons, les esclaves fugitifs et réfugiés dans les forêts viennent apporter le résultat de leurs rapines dans les fermes voisines ou éloignées au revendeur qui recueille dans cette seconde récolte ce qu'il n'a pas semé, et qui garde toujours en réserve pour les marrons, l'alimentation dont ils ont absolument besoin et aussi, ce qui n'est pas rare, la poudre et les plombs pour résister à des attaques éventuelles contre les quilombos. »

#### La Loi d'or (1888)

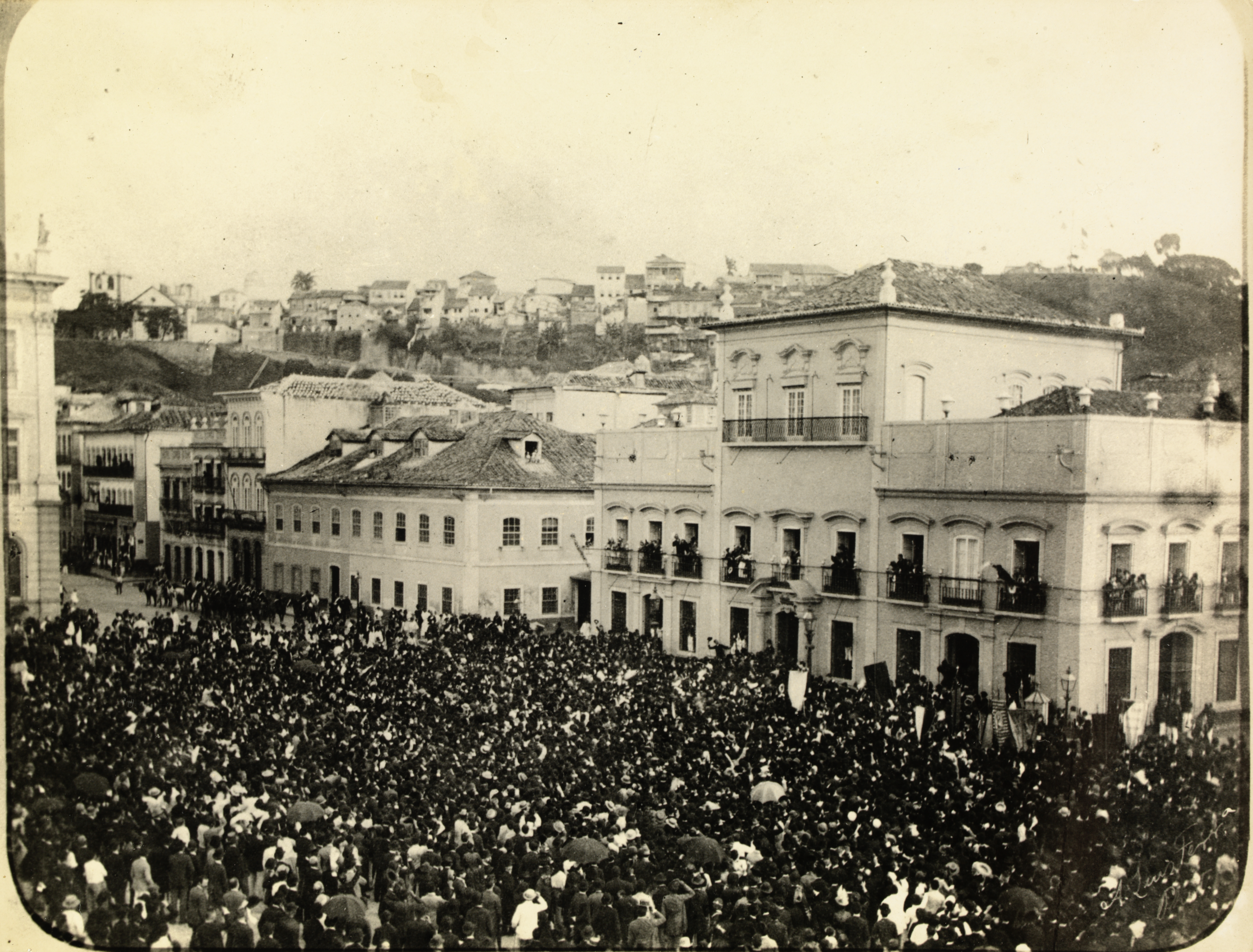
Promulgation de la Loi d'or au Brésil en 1888.

Le 13 mai 1888, le gouvernement impérial céda devant les pressions et la princesse Isabelle du Brésil (fille de l'Empereur Pierre II) signa la Loi d'or, qui supprimait l'esclavage au Brésil. Cette décision provoqua la colère des grands propriétaires, qui exigeaient d'être indemnisés pour la perte de « leurs biens ». Leur échec sur ce point les fit adhérer au mouvement républicain. En abandonnant l'esclavage, l'Empire avait perdu un pilier de son soutien politique. La fin de l'esclavage, néanmoins, n'apporta aucune amélioration à la condition sociale et économique des anciens esclaves. Sans éducation, sans profession définie, leur simple émancipation juridique ne changea pas pour la majorité d'entre eux leur condition subalterne ni ne les aida à promouvoir leur citoyenneté ou leur ascension sociale.
Sur les conséquences négatives de cette abolition qui s'était faite sans aider les esclaves dans leur nouvelle condition, on trouvera l'analyse suivante dans le livre Centenário de Antônio Prado, dû à Everardo Valim Poirier de Souza et publié en 1942 :

« Comme l'avait prévu le Conseiller Antônio Prado, la « Loi du 13 mai », promulguée dans la précipitation, eut les effets les plus désastreux. Les anciens esclaves, habituées à la tutelle et à la protection de leurs anciens maîtres, abandonnèrent en grande partie les plantations pour essayer de « tenter leur chance » dans les villes ; ce qui se traduisit en eau-de-vie engloutie par litres, en misère, en crimes, en maladies et en mort précoce. Deux ans après que la loi eut été promulguée, peut-être la moitié des nouveaux libérés avaient déjà disparu ! Les grands propriétaires n'arrivaient plus à trouver des bras pour le travail de la terre. Toute l'activité était désorganisée et le recul social fut en conséquence. La seule partie de l'État de São Paulo qui souffrit moins fut celle qui, auparavant, avait déjà reçu une certaine immigration étrangère ; la quasi-totalité de la récolte de café se perdit faute de main-d'œuvre ! »

La Loi d'or a été le couronnement de la première mobilisation nationale de l'opinion publique, à laquelle ont participé des hommes politiques et des poètes, des esclaves et des affranchis, des étudiants, des journalistes, des avocats, des intellectuels et des ouvriers.
Ce 13 mai de la princesse Isabelle du Brésil , qui était déjà fête nationale fériée pendant la República Velha et que l'on étudie à l'école primaire, est le 13 mai où la liberté fut donnée, et l'on souligne le soutien apporté à l'époque par un grand nombre de blancs à l'abolition de l'esclavage.
Les militants de l'actuel Mouvement noir (pt) au Brésil évoquent un autre 13 mai : ils voient l'abolition, le 13 mai 1888, comme une « manœuvre blanche » visant à freiner l'avance de la population noire, à l'époque une minorité opprimée.
Dans une troisième approche le 13 mai est vu comme conquête populaire. C'est dans cette approche qu'on doit situer les débats modernes qui envisagent le problème noir comme un problème national. Tout le processus de l'abolition au Brésil a été lent et ambigu puisque, comme l'affirme José Murilo de Carvalho : « La société était marquée par des valeurs de hiérarchie et d'inégalité ; et marquée en même temps par l'absence des valeurs de liberté et de participation ; marquée par l'absence d'esprit citoyen », et José Murilo montre encore que ce n'étaient pas seulement de grands propriétaires qui possédaient des esclaves. Le même historien ajoute :

« C'était une société où l'esclavage était largement accepté non seulement comme pratique mais comme valeur. Les possesseurs d'esclaves ne se limitaient pas aux barons du sucre et du café. En possédaient aussi les petits agriculteurs du Minas Gerais, petits commerçants et les employés des villes, le clergé séculier et régulier. Mieux encore : des affranchis en avaient eux aussi. Des noirs et des mulâtres à peine sortis de l'esclavage achetaient leur propre esclave s'ils disposaient des ressources nécessaires. La mentalité esclavagiste allait encore plus loin : on a enregistré des cas où des esclaves possédaient des esclaves. Cette mentalité avait donc pénétré dans la tête des esclaves eux-mêmes. Personne au Brésil, bien sûr, n'aurait voulu être esclave, mais il est bien vrai que beaucoup acceptaient l'idée de posséder un esclave. »

Le même auteur écrit encore, en commentant le « poids des préjugés qui structurent notre société, bloquent la mobilité et empêchent de construire une nation démocratique » :

« La bataille de l'abolition, comme le percevaient certains abolitionnistes, était une bataille nationale. Cette bataille continue aujourd'hui et est une tâche nationale. La lutte des noirs, les victimes les plus directes de l'esclavage, pour la plénitude de la citoyenneté, doit être considérée comme faisant partie de cette lutte plus vaste. Aujourd'hui, comme au XIXe siècle, il n'y a aucune possibilité de s'échapper du système. Il n'y a pas de quilombo possible, pas même sur le plan culturel. La lutte est la lutte de tous et elle se fait à l'intérieur du monstre. »

Le document original de la Loi d'or, signé par la Princesse Isabelle, se trouve actuellement dans les collections des Archives nationales du Brésil à Rio de Janeiro.

### Esclavage contemporain
En 2008, les forces d'intervention brésiliennes sauvent 4 634 esclaves sur des ranchs et plantations.
En 2013, le département du Travail des États-Unis classait toujours le Brésil comme faisant partie des 74 pays pratiquant le travail des enfants et le travail forcé. Il y a eu aussi des cas de cruauté envers les animaux et les humains,.

## Demandes de réparations

### Enquête à la Banco do Brasil

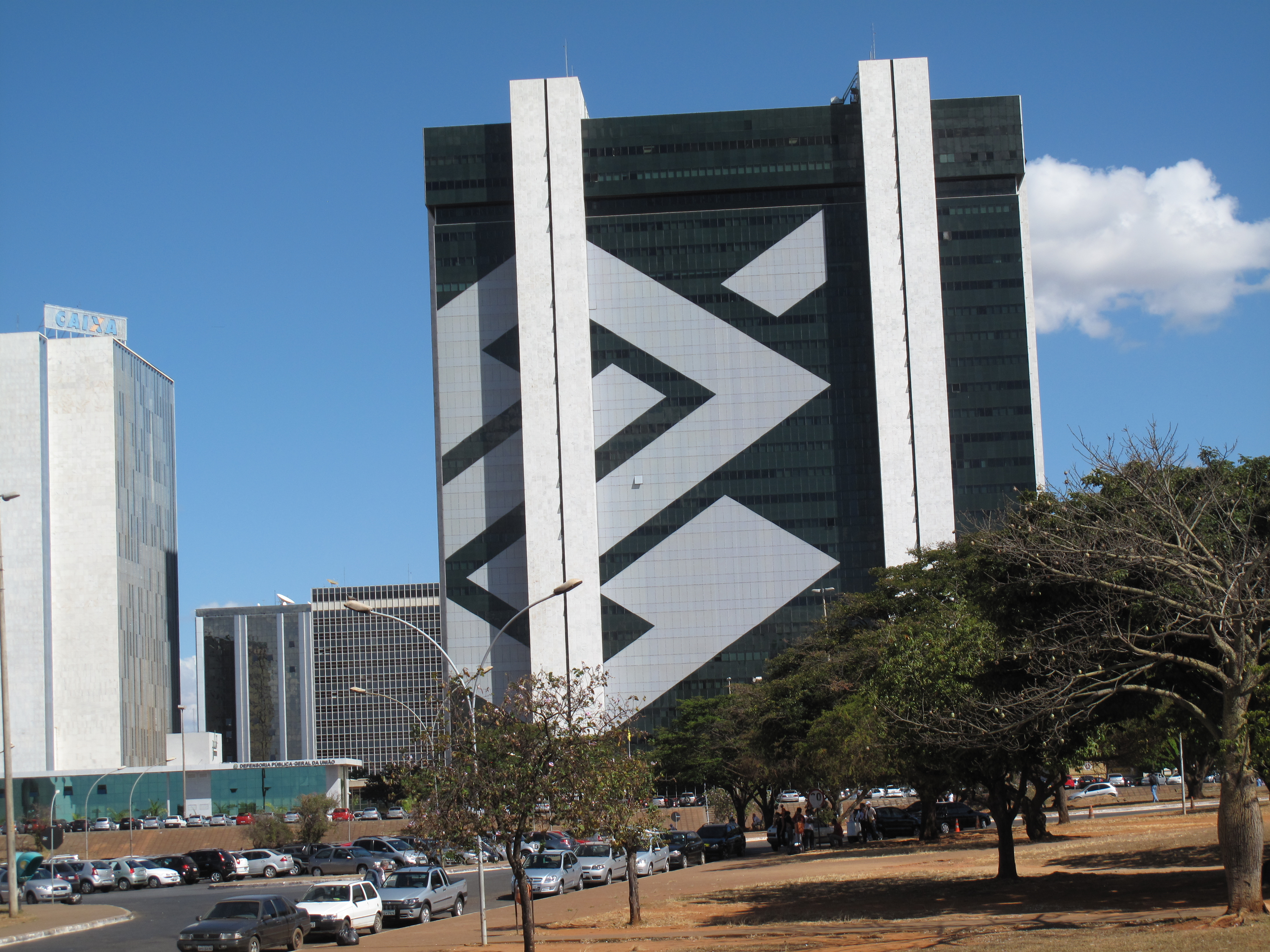
Siège social de la Banco do Brasil à Brasilia.

Le 27 septembre 2023, à la demande de 14 historiens, appartenant à 11 universités du pays, le parquet fédéral brésilien ouvre une enquête sur les profits que la banque publique, Banco do Brasil, a tirés de l'esclavage et de la traite négrière, de sa création en 1808, jusqu'à l'abolition en 1888,. Selon les universitaires, la banque qui compte en 2023 près de 400 milliards d’euros d’actifs, s'est financée en taxant les navires négriers venus d’Afrique, mais aussi en accordant de généreux prêts et crédits à quantité de trafiquants d’esclaves. De plus, les fondateurs et grands actionnaires de la banque recrée en 1851, étaient d'importants esclavagistes, comme José Bernardino de Sá.
Pour Julio Araujo, procureur au ministère public fédéral, des réparations d’ordre symbolique, mais également des réparations financières, à la demande de la communauté afro-brésilienne, peuvent être envisagées. Selon lui, « c’est un processus inédit. La justice brésilienne va enfin se pencher sur les blessures infligées par de grandes institutions durant l’esclavage et œuvrer pour une vraie politique de réparation ».
De son côté, la Banco do Brasil affirme que la responsabilité repose sur la société brésilienne tout entière.